# Pachycerus
Pachycerus là một chi bọ cánh cứng trong họ Curculionidae sống ở miền Cổ bắc và châu Phi.

## Miêu tả
Các loài trong chi này có kích thước trung bình (6–12 mm).

## Một vài loài chọn lọc
- Pachycerus borrae F. Solari 1950
- Pachycerus cordiger (Germar 1818)
- Pachycerus sellatus Faust 1904
- Pachycerus somaliensis Meregalli, 2002